# Empire of the Clouds
Empire of the Clouds es una canción de la banda de heavy metal británica Iron Maiden, segundo sencillo de The Book of Souls.
Es, hasta la fecha, la canción más larga de la banda, con una duración de 18:01 minutos. Fue compuesta por el cantante Bruce Dickinson, y está basada en el desastre del dirigible británico R.101, el cual se precipitó a tierra el 4 de octubre de 1930, conllevando la muerte de 47 personas. El propio Dickinson tocó el piano para la canción.

## Lista de canciones
Disco 12"
1. Empire of the Clouds – 18:01
2. Maiden Voyage: The Story Behind "Empire of the Clouds" – 21:00

## Personal
- Bruce Dickinson - voz, piano
- Adrian Smith - guitarra
- Steve Harris - bajo
- Janick Gers - guitarra
- Dave Murray - guitarra
- Nicko Mc. Brain - batería